# Louis Picquet du Boisguy
Louis Marie Picquet du Boisguy, né le 11 janvier 1774 à Fougères et mort en 1804, était un chef chouan breton pendant la Révolution française.
Il était le frère et l'un des capitaines du général chouan Aimé Picquet du Boisguy.

## Biographie
Louis Picquet du Boisguy combattit avec son frère Aimé dès le début de la guerre. Il participa à la révolte de la Saint-Joseph contre la conscription, ainsi qu'à la Virée de Galerne. Il se fit notamment remarquer lors du siège d'Angers, où, avec ses hommes, il attaqua les portes de la ville à la hache. Il devint par la suite un capitaine chouan sous les ordres de son frère. 
Toutefois, le 10 juillet 1794, lors de l'attaque du Châtellier, les Républicains, retranchés, se défendirent efficacement. Lors du combat, Louis du Boisguy eut le bras droit fracassé par une balle. L'os ayant été brisé en plusieurs morceaux, Louis du Boisguy dut être amputé. Il ne se remit jamais vraiment de cette blessure, puisque sa santé se détériora au cours du temps. Cela mit un frein à ses activités militaires et sa présence se raréfia, bien qu'il participa encore à quelques combats. Il participa toutefois activement à la Chouannerie de 1799.
Au début de l'année 1800, il signa la paix mais fut exilé à Chartres. Quelque temps après, pour un motif inconnu, il fut arrêté et détenu pendant 8 mois en prison à Paris, avant d'être relâché. Mais malade, sa santé fragilisée par sa blessure, Louis du Boisguy mourut en 1804.